# 滋賀県道127号小佐治甲南線
滋賀県道127号小佐治甲南線（しがけんどう127ごう こさじこうなんせん）は、滋賀県甲賀市を通る一般県道である。

## 概要
甲賀市甲賀町小佐治から甲賀市甲南町竜法師に至る。

### 路線データ
- 起点：甲賀市甲賀町小佐治（滋賀県道24号甲賀土山線交点）
- 終点：甲賀市甲南町竜法師（竜法師交差点、滋賀県道・三重県道4号草津伊賀線交点、三重県道・滋賀県道133号伊賀甲南線終点）
- 総延長：7.3 km

## 路線状況

### 重複区間
- 滋賀県道126号相模水口線（甲賀市甲賀町小佐治・佐山小学校前交差点 - 甲賀市甲賀町神保）

## 地理

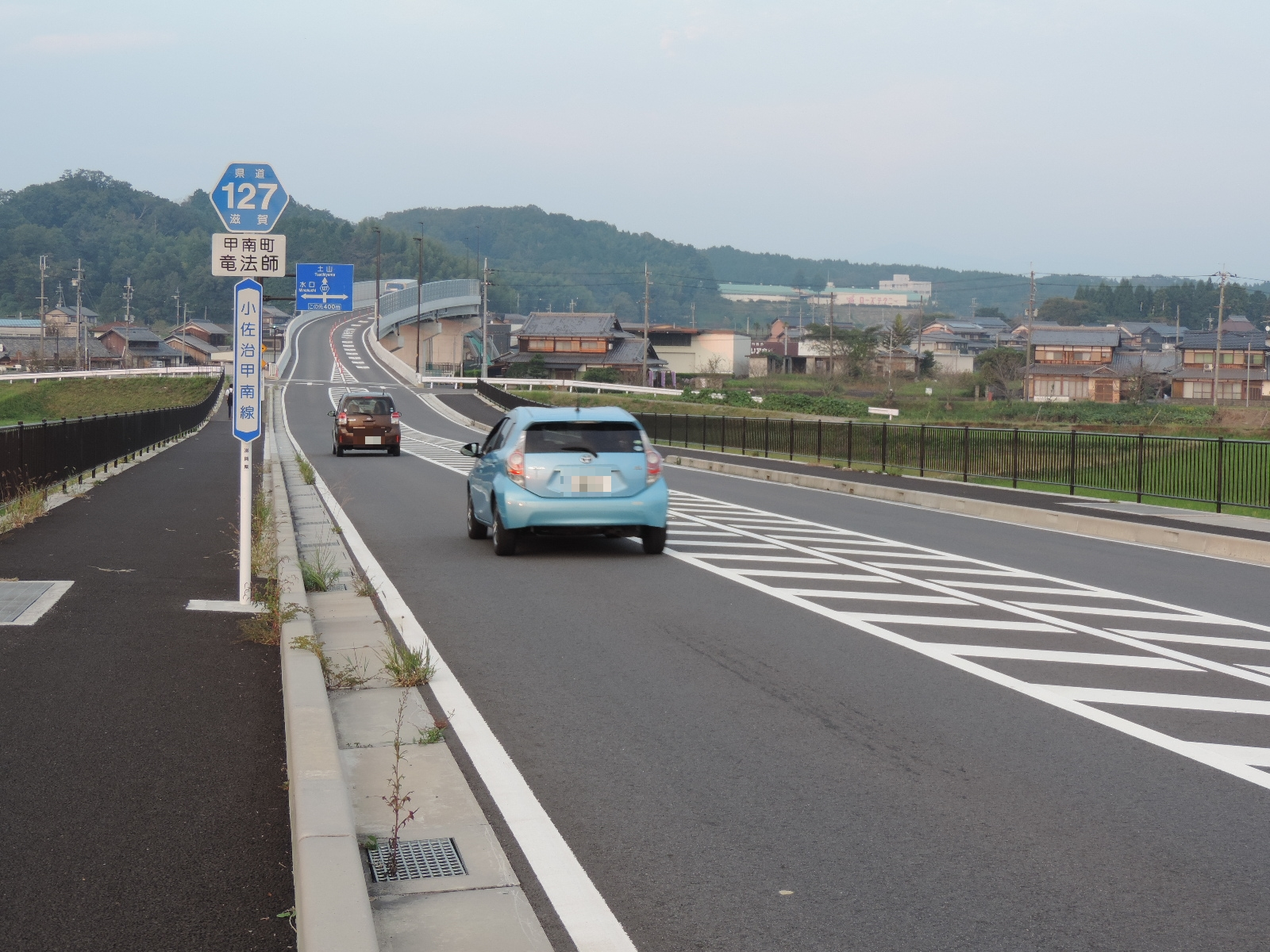
甲賀市甲南町竜法師

### 通過する自治体
- 滋賀県
  - 甲賀市

### 交差する道路
| 交差する道路                                                      | 交差する場所 | 交差する場所        |
| ----------------------------------------------------------------- | ------------ | ------------------- |
| 滋賀県道24号甲賀土山線                                            | 甲賀町小佐治 | 起点                |
| 甲賀広域農道                                                      | 甲賀町小佐治 | 小佐治交差点        |
| 滋賀県道126号相模水口線 重複区間起点                              | 甲賀町小佐治 | 佐山小学校前交差点  |
| 滋賀県道126号相模水口線 重複区間終点                              | 甲賀町神保   |                     |
| 滋賀県道123号水口甲南線                                           | 甲南町葛木   |                     |
| 滋賀県道・三重県道4号草津伊賀線 三重県道・滋賀県道133号伊賀甲南線 | 甲南町竜法師 | 竜法師交差点 / 終点 |

### 交差する鉄道
- 草津線

### 沿線
- 甲賀市立佐山小学校
- 佐山郵便局
- 甲賀西工業団地
- 甲南病院
- 甲賀市立甲南第一小学校
- 滋賀県信用組合 甲南支店
- 深川郵便局